# Elkanah Settle
Elkanah Settle (n. 1 februarie 1648, Dunstable - d. 12 februarie 1724) a fost un poet și un dramaturg englez.
Succesul pe care l-a înregistrat prima sa tragedie, Cambyses, King of Persia ("Cambises, rege al Persiei"), l-a determinat pe ducele de Rochester să-l încurajeze și să îl considere un adevărat rival al lui John Dryden.
A mai scris poezii ocazionale și pamflete cu caracter politic.
Printre acestea se pot enumera:
- Ibrahim, the Illustrious Bassa (1676), tragedie;
- The Female Prelate: being the History of the Life and Death of Pope Joan ("Femeia-prelat; povestea vieții și morții Papesei Ioana", 1680), tragedie;
- The Ambitious Slave or A Generous Revenge (1694);
- The World in the Moon (1697);
- The Virgin Prophetess, or The Fate of Troy (1701).